# Jaroslav Lukavský
Jaroslav Lukavský (Praga, 11 marzo 1924 – Praga, 12 dicembre 1984) è stato un pittore, illustratore e grafico ceco.

## Biografia
Jaroslav Lukařský è nato a Praga, ma ha trascorso la sua infanzia a Děvínská Nová Ves (ora parte di Bratislava). Tornò in Boemia con i suoi genitori nel 1938. Ha studiato all'Accademia di Belle Arti di Vienna (Akademie der bildenden Künste) e dal 1942 alla Scuola statale di grafica di Praga.
Nel suo lavoro si è concentrato principalmente sulla xilografia, e nel tempo è diventato uno degli artisti più rispettati in questo campo. Ha trovato ispirazione per le sue opere nel suo rapporto con la natura, in particolare con gli altipiani degli Alti Tatra. Si è inoltre occupato di grafica artistica e applicata. Dal 1952 ha lavorato nell'organizzazione di artisti visivi cecoslovacchi e partecipato a mostre nazionali di arte contemporanea. Nel 1954 è diventato membro della Hollar Association of Czech Graphic Artists (SČUG Hollar). È stato anche membro dell'Associazione dei bibliofili cechi e ha collaborato alle pubblicazioni dei bibliofili. Dal 1981 al 1984 ha lavorato presso l'Army Art Studio. Ha partecipato a molte mostre internazionali (Amsterdam, Londra, Barcellona, Helsinki, Berlino, Mosca e altre).
Il suo nome è anche associato alla creazione di francobolli (negli anni 1966-1973 ha vinto più volte il primo premio per il miglior francobollo cecoslovacco), con disegni di banconote cecoslovacche e con illustrazioni di libri.